# Manaquí nan
El manaquí nan (Tyranneutes stolzmanni) és un ocell de la família dels píprids (Pipridae).

## Hàbitat i distribució
Habita la selva pluvial, a les terres baixes des del sud-est de Colòmbia i sud de Veneçuela, cap al sud, a través de l'est de l'Equador i est del Perú fins al nord de Bolívia i Brasil amazònic.